# آنتال سالائی
آنتال سالائی (مجاری: Szalay Antal; ۱۲ مارس ۱۹۱۲ – ۱۹۶۰) یک بازیکن فوتبال اهل مجارستان بود.